# Azteca Honduras
TV Azteca Honduras es un canal de televisión abierta hondureño de origen mexicano, que comenzó a operar a principios de noviembre de 2013. Es propiedad de TV Azteca.

## Historia
TV Azteca Honduras es un canal de televisión que forma parte del conglomerado empresarial mexicano Grupo Salinas. TV Azteca Honduras inicia transmisiones en territorio nacional el 1 de septiembre de 2013, luego de obtener mediante licitación de la Comisión Nacional de Telecomunicaciones (Conatel), la licencia para operar su frecuencia digital en la modalidad de televisión abierta en Honduras.
Hasta el año 2022 TV Azteca Honduras mantuvo en su parrilla de programación la retransmisión de programas producidos en TV Azteca y TV Azteca Guate, desarrollando únicamente la producción local de noticias, información deportiva y algunos juveniles.
En 2022, TV Azteca Honduras sufre una gran transformación, con grandes inversiones en equipo, tecnología y talento, se convierte en un canal de televisión con un alto nivel de producción nacional. Pasa de 4 a 11 horas diarias de producción nacional y diversifica los contenidos de producción internacional apalancados en su casa matriz, TV Azteca Internacional, segundo productor de contenido de habla hispana en el mundo. Esta transformación le valió para posicionarse rápidamente en el top 6 de los canales de televisión más influyentes del país.
Para finales del 2023 TV Azteca Honduras se convirtió en el canal de televisión nacional de mayor crecimiento en el país, de acuerdo a los datos de Publisearch, TV Azteca Honduras logró un 45% de crecimiento entre 2022 y 2023.

## Programación
En la programación regular, TV Azteca Honduras produce las versiones locales de las marcas de TV Azteca Internacional como: Hechos Honduras (noticiero), Deporte Caliente (deportes) y Venga la Alegría Honduras (revista matutina); también produce sus marcas originales: Sabores (programa de cocina) y Hablemos con Hechos (foro de opinión).
TV Azteca ha desarrollado especialmente para el territorio de Honduras al menos 2 formatos no tradicionales diseñados especialmente para el país: Mamá Quiero Ser Chef, un reality de destreza culinaria infantil; ¡Está Mundial!, un programa de concursos y comedia desarrollado en el marco del Mundial Catar 2022.